# Václavov (Buzice)
Václavov [ˈvaːt͡slavɔf] (deutsch Wenzelsdorf) ist ein Ortsteil der Gemeinde Buzice in Tschechien. Er liegt sechs Kilometer östlich von Blatná in Südböhmen und gehört zum Okres Strakonice.

## Geographie

### Geographische Lage
Václavov befindet sich im Hügelland Blatenská pahorkatina. Das Dorf liegt linksseitig über dem Tal der Lomnice auf der Hochebene Na Vrších. Südlich erhebt sich die Boudovka (512 m). Gegen Westen liegen die Teiche Krejčí und Vilímec.

### Nachbarorte
Nachbarorte sind Laciná im Norden, Nový Mlýn, Kostřata, Komárov, Čermák und Lučkovice im Nordosten, Míreč im Osten, Stráž, Strážovice, Neradov und Lom im Südosten, Buzičky, Zbuzy, Mužetice, Škvořetice und Pohodnice im Süden, Pacelice, Buzice, Buzičký Dvůr im Südwesten, Blatná und Skaličany im Westen sowie Újezd u Skaličan im Nordwesten.

## Geschichte
Wenzelsdorf wurde im Jahre 1800 durch den Besitzer der Herrschaft Blatná, Wenzel Hildprandt Freiherr von und zu Ottenhausen, angelegt und ist nach ihm benannt. 1803 erbte dessen Sohn Franz Hildprandt von und zu Ottenhausen den Besitz. Im Jahre 1840 bestand Wenzelsdorf aus 10 Häusern mit 70 Einwohnern. Pfarrort war Blatna. Bis zur Mitte des 19. Jahrhunderts blieb DAS Dorf immer der Herrschaft Blatna untertänig.
Nach der Aufhebung der Patrimonialherrschaften bildete Václavov/Wenzelsdorf ab 1850 einen Ortsteil der Gemeinde Buzice in der Bezirkshauptmannschaft und dem Gerichtsbezirk Blatná. Schulort war Váhlovice. Im Zuge der Aufhebung des Okres Blatná wurde das Dorf 1960 dem Okres Strakonice zugeordnet. Am 1. Januar 1974 wurde Václavov zusammen mit Buzice nach Blatná eingemeindet. Václavov hatte im Jahre 1991 fünf Einwohner. Seit Beginn des Jahres 1993 ist Václavov wieder ein Ortsteil der Gemeinde Buzice. Beim Zensus von 2001 wurden 7 Personen und 10 Wohnhäuser gezählt.

## Kultur und Sehenswürdigkeiten

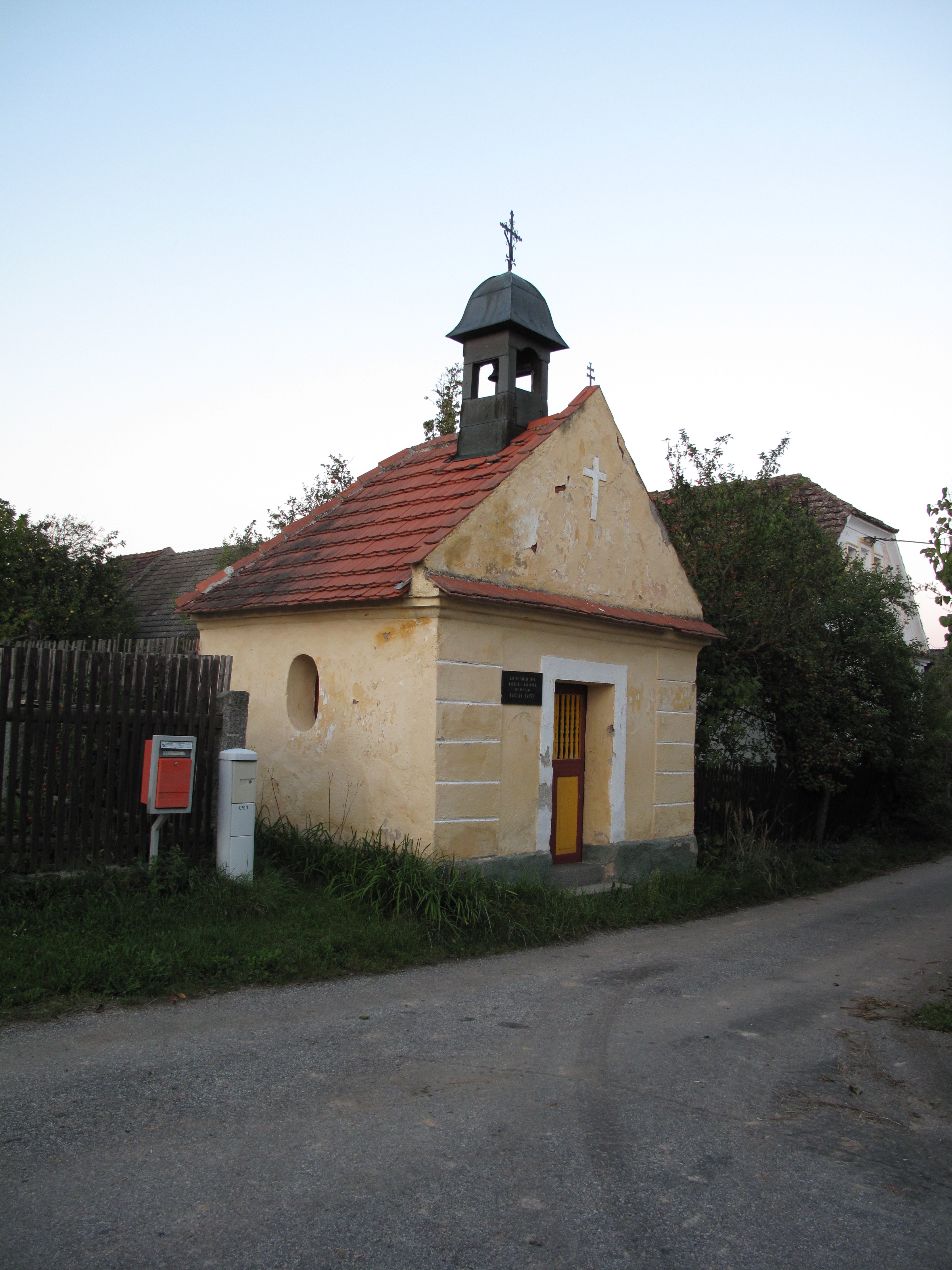
Kapelle am Dorfplatz